# Morti nel 2003/Agosto
| Questa pagina contiene informazioni ricavate automaticamente dalle voci biografiche con l'ausilio del template Bio e di un bot. L'aggiornamento è periodico e automatico e ricostruisce completamente la pagina. Se manca una persona in questa lista, sei pregato di non aggiungerla, ma accertati piuttosto che la sua voce biografica contenga il template Bio e che i dati anagrafici siano correttamente compilati. Se il template Bio manca, inseriscilo tu stesso o, in alternativa, metti l'avviso {{tmp\|Bio}} che ne segnala la mancanza. Se i dati riportati sono sbagliati, correggi direttamente la voce biografica; le modifiche saranno visibili in questa lista entro pochi giorni. Per chiarimenti vedi il progetto biografie. La lista contiene solo le 126 persone che sono citate nell'enciclopedia e per le quali è stato implementato correttamente il template Bio. Pagina aggiornata al 10 ago 2025. |

- 1º agosto - Mirella Felli, cantante italiana (n. 1964)
- 1º agosto - Tom Lewis, politico statunitense (n. 1924)
- 1º agosto - Guy Thys, allenatore di calcio e calciatore belga (n. 1922)
- 1º agosto - Marie Trintignant, attrice francese (n. 1962)
- 2 agosto - Eletto Alessandri, fantino italiano (n. 1927)
- 2 agosto - Tony Cavanagh, calciatore nordirlandese (n. 1949)
- 2 agosto - Ken Coote, calciatore inglese (n. 1928)
- 2 agosto - Marcello Di Puccio, politico italiano (n. 1919)
- 2 agosto - Vladimir Golovanov, sollevatore sovietico (n. 1938)
- 2 agosto - Paulinho Nogueira, cantante, compositore e chitarrista brasiliano (n. 1929)
- 2 agosto - Armando Sabatini, politico italiano (n. 1908)
- 2 agosto - Salama Soliman, critico letterario e italianista egiziano (n. 1939)
- 2 agosto - Lesley Woods, attrice statunitense (n. 1910)
- 3 agosto - Joseph Saidu Momoh, politico sierraleonese (n. 1937)
- 3 agosto - Anton Spitaler, orientalista tedesco (n. 1910)
- 4 agosto - Vittorio Benelle, calciatore italiano (n. 1915)
- 4 agosto - Dionigi Coppo, politico e sindacalista italiano (n. 1921)
- 4 agosto - Angelo Quintavalle, calciatore italiano (n. 1947)
- 4 agosto - Frederick Chapman Robbins, medico e biologo statunitense (n. 1916)
- 4 agosto - František Vlk, calciatore cecoslovacco (n. 1925)
- 4 agosto - James Welch, scrittore e poeta statunitense (n. 1940)
- 5 agosto - Bruno Caneva, saltatore con gli sci e militare italiano (n. 1912)
- 5 agosto - Carlo Coccioli, scrittore italiano (n. 1920)
- 5 agosto - Maurice Mollin, ciclista su strada belga (n. 1924)
- 5 agosto - Pietro Vanzi, brigatista italiano (n. 1956)
- 6 agosto - Julius Baker, flautista statunitense (n. 1915)
- 6 agosto - Ireneo Fuser, organista, compositore e pianista italiano (n. 1902)
- 6 agosto - Roberto Marinho, giornalista, imprenditore e dirigente d'azienda brasiliano (n. 1904)
- 6 agosto - Wilhelm Schneemelcher, teologo tedesco (n. 1914)
- 7 agosto - Andrea Borri, politico italiano (n. 1935)
- 7 agosto - Roxie Collie Laybourne, ornitologa statunitense (n. 1910)
- 7 agosto - Pierre Vilar, storico francese (n. 1906)
- 7 agosto - Rajko Žižić, cestista e allenatore di pallacanestro jugoslavo (n. 1955)
- 8 agosto - Martha Chase, genetista statunitense (n. 1927)
- 8 agosto - Anna D'Amico, cantante italiana (n. 1938)
- 8 agosto - Frank Large, calciatore inglese (n. 1940)
- 8 agosto - Antonis Samarakis, scrittore greco (n. 1919)
- 8 agosto - Alice Saunier-Seité, politica francese (n. 1925)
- 9 agosto - Jacques Deray, regista, sceneggiatore e produttore cinematografico francese (n. 1929)
- 9 agosto - Ray Harford, calciatore e allenatore di calcio inglese (n. 1945)
- 9 agosto - Gregory Hines, ballerino, attore e cantante statunitense (n. 1946)
- 9 agosto - Lesley Manyathela, calciatore sudafricano (n. 1981)
- 9 agosto - Trevor Smith, calciatore inglese (n. 1936)
- 9 agosto - Gerhard Vogt, calciatore tedesco orientale (n. 1934)
- 10 agosto - Cedric Price, architetto inglese (n. 1934)
- 11 agosto - Roger Antoine, cestista francese (n. 1929)
- 11 agosto - Herb Brooks, hockeista su ghiaccio e allenatore di hockey su ghiaccio statunitense (n. 1937)
- 11 agosto - Sean Byrne, calciatore irlandese (n. 1955)
- 11 agosto - Luciano Giunti, arbitro di calcio italiano (n. 1930)
- 11 agosto - Diana Mitford, inglese (n. 1910)
- 11 agosto - Elisabeth Pletscher, attivista svizzera (n. 1908)
- 11 agosto - Joseph Ventaja, pugile francese (n. 1930)
- 12 agosto - Filippo Alotta, cantante italiano (n. 1941)
- 12 agosto - Walter J. Ong, religioso, antropologo e filosofo statunitense (n. 1912)
- 12 agosto - Rolland Étienne, cestista francese (n. 1912)
- 13 agosto - Lothar Emmerich, calciatore e allenatore di calcio tedesco (n. 1941)
- 13 agosto - Beniamino Finocchiaro, politico italiano (n. 1923)
- 13 agosto - Fernando Jannilli, pugile italiano (n. 1920)
- 13 agosto - Gianpiero Zubani, pilota motociclistico italiano (n. 1935)
- 14 agosto - Antonio Conelli, nuotatore italiano (n. 1909)
- 14 agosto - Helmut Rahn, calciatore tedesco (n. 1929)
- 15 agosto - Janny Brandes-Brilleslijper, olandese (n. 1916)
- 15 agosto - Giannino Piccolroaz, ciclista su strada italiano (n. 1915)
- 16 agosto - Idi Amin Dada, politico e generale ugandese (n. 1925)
- 16 agosto - Riode Finessi, politico italiano (n. 1929)
- 16 agosto - Bernfried Leiber, medico tedesco (n. 1919)
- 17 agosto - Jack Grech, calciatore maltese (n. 1932)
- 17 agosto - Franco Jamonte, attore italiano (n. 1913)
- 18 agosto - Don Eliason, cestista e giocatore di football americano statunitense (n. 1918)
- 18 agosto - Álvaro Gaxiola, tuffatore messicano (n. 1937)
- 18 agosto - Jouni Kailajärvi, sollevatore finlandese (n. 1938)
- 19 agosto - Francesco Condorelli, pasticciere e imprenditore italiano (n. 1912)
- 19 agosto - Luciano Gruppi, politico, scrittore e filosofo italiano (n. 1920)
- 19 agosto - Jean-Sélim Kanaan, diplomatico egiziano (n. 1970)
- 19 agosto - Carlos Roberto Reina, politico honduregno (n. 1926)
- 19 agosto - Line Monty, cantautrice algerina (n. 1926)
- 19 agosto - Sérgio Vieira de Mello, diplomatico brasiliano (n. 1948)
- 19 agosto - Hermann Withalm, politico austriaco (n. 1912)
- 20 agosto - Luděk Brož, teologo, giornalista e traduttore ceco (n. 1922)
- 20 agosto - Ian MacDonald, critico musicale, paroliere e produttore discografico britannico (n. 1948)
- 20 agosto - Bruno Maffi, politico e traduttore italiano (n. 1909)
- 20 agosto - John Uzo Ogbu, antropologo nigeriano (n. 1939)
- 20 agosto - Carlo Zecchini, calciatore italiano (n. 1939)
- 21 agosto - Vasilij Borisov, tiratore a segno sovietico (n. 1922)
- 21 agosto - Stefano Francescon, calciatore italiano (n. 1934)
- 21 agosto - Alberto González, calciatore paraguaiano (n. 1921)
- 21 agosto - Renato Grilli, politico italiano (n. 1945)
- 21 agosto - Carlo Laurenzi, scrittore e giornalista italiano (n. 1920)
- 22 agosto - Imperio Argentina, attrice, cantante e ballerina argentina (n. 1910)
- 22 agosto - Tony Rudd, dirigente sportivo, ingegnere e progettista britannico (n. 1923)
- 22 agosto - Charles Van den Ouwelant, missionario e vescovo cattolico olandese (n. 1911)
- 22 agosto - Antonio Zampolli, linguista e lessicografo italiano (n. 1937)
- 23 agosto - Maurice Buret, cavaliere francese (n. 1909)
- 23 agosto - Kirk Richards, cestista statunitense (n. 1957)
- 24 agosto - Phuntsho Choden, regina bhutanese (n. 1911)
- 24 agosto - Amina Rizk, attrice egiziana (n. 1910)
- 24 agosto - Wilfred Patrick Thesiger, esploratore e scrittore britannico (n. 1910)
- 24 agosto - Zena Walker, attrice britannica (n. 1934)
- 25 agosto - Efisio Zanda Loy, prefetto italiano (n. 1914)
- 25 agosto - Arnaldo Zucchini, politico italiano (n. 1920)
- 26 agosto - Lucius Burckhardt, sociologo, economista e urbanista svizzero (n. 1925)
- 26 agosto - Wilma Burgess, cantante statunitense (n. 1939)
- 26 agosto - Clive Charles, allenatore di calcio e calciatore inglese (n. 1951)
- 26 agosto - Mary Morley Crapo, scrittrice statunitense (n. 1912)
- 26 agosto - Tuanku Bahiyah, sovrana malese (n. 1930)
- 27 agosto - 3 Steps Ahead, disc jockey olandese (n. 1961)
- 27 agosto - Emilio Carlo Mangini, imprenditore, scrittore e museologo italiano (n. 1912)
- 27 agosto - Pierre Poujade, sindacalista e politico francese (n. 1920)
- 28 agosto - Michel Constantin, attore francese (n. 1924)
- 28 agosto - Peter Hacks, drammaturgo, poeta e saggista tedesco (n. 1928)
- 28 agosto - Fernando Lizzi, ingegnere italiano (n. 1914)
- 28 agosto - James Patrick Shannon, vescovo cattolico statunitense (n. 1921)
- 29 agosto - Horace Welcome Babcock, astronomo statunitense (n. 1912)
- 29 agosto - Dina Bellotti, pittrice italiana (n. 1912)
- 29 agosto - Paolo Jacobini, calciatore e allenatore di calcio italiano (n. 1919)
- 29 agosto - Aad de Jong, calciatore olandese (n. 1921)
- 29 agosto - Robert I. Levy, antropologo e psichiatra statunitense (n. 1924)
- 29 agosto - Pasquale Sorrenti, saggista e poeta italiano (n. 1927)
- 29 agosto - Bruno Sutkus, militare lituano (n. 1924)
- 29 agosto - Corrado Ursi, cardinale e arcivescovo cattolico italiano (n. 1908)
- 29 agosto - Vladimír Vašíček, pittore ceco (n. 1919)
- 30 agosto - Charles Bronson, attore statunitense (n. 1921)
- 30 agosto - Donald Davidson, filosofo statunitense (n. 1917)
- 30 agosto - Stan Szukala, cestista statunitense (n. 1918)
- 31 agosto - Pierre Cahuzac, calciatore e allenatore di calcio francese (n. 1927)
- 31 agosto - Nev Munro, cestista canadese (n. 1927)